# Elyra vialis
Elyra vialis là một loài bướm đêm trong họ Noctuidae.